# 19083 Mizuki
19083 Mizuki este o planetă minoră (asteroid) din centura de asteroizi. A fost descoperită pe 18 februarie 1977 la Kiso Observatory⁠(d) de Hiroki Kosai⁠(d). 
Obiectul prezintă o orbită caracterizată de o semiaxă mare de 2,8861679 UAi, o excentricitate de 0,05, o înclinație de 3,23939 ° în raport cu ecliptica.